# Splendid Geyser
Splendid Geyser est un geyser de type « fontaine » situé dans le Upper Geyser Basin dans le parc national de Yellowstone aux États-Unis.
Splendid fait partie du groupe Daisy (Daisy Group), incluant Daisy Geyser, Comet Geyser et Brilliant Pool. Ses éruptions sont rares et imprévisibles, sauf s'il est actif. Quand il entre en éruption, l'eau peut atteindre une hauteur de 60 m. Les éruptions sont plus probables si un front orageux réduit la pression barométrique et abaisse le point d'ébullition de l'eau autour du geyser. Les éruptions durent entre 1 et 9 minutes.
Splendid est étroitement lié à Daisy Geyser. Le plus souvent, lorsque Daisy est actif, Splendid est inactif. Quand Daisy devient inactif, Splendid devient très actif. Dans de rares cas, les deux geysers sont actifs en même temps, ce qui conduit à une « double éruption » (dual eruption). Lors d'une double éruption, Daisy et Splendid sont tous les deux beaucoup plus puissants que d'ordinaire. Splendid atteint alors environ 76 m. Les doubles éruptions durent de 30 à 120 minutes.